# Kyle Bornheimer
Kyle Edward Bornheimer (né le 10 septembre 1975) est un acteur américain connu pour ses rôles dans les comédies Worst Week : Pour le meilleur… et pour le pire !, Brooklyn Nine-Nine, Casual et Playing House.

## Biographie
Bornheimer est né à Mishawaka, Indiana, où il a étudié à l'école primaire de St Monique et au lycée Marian. Il obtient son diplôme en 1994.
Bornheimer est l'un des membres fondateurs de la compagnie de théâtre Curtainbox .[réf. nécessaire]
Apparaissant dans de nombreuses publicités nationales, Bornheimer se crée une réputation « ALWAYS ON SCREEN », des spots de 30 secondes pour le compte des compagnies tels que Geico, Agrafes, Coors Light, Imodium, Stanley et T-Mobile.
Il a tenu le premier rôle, celui de Sam Briggs, dans la sitcom Worst Week : Pour le meilleur… et pour le pire ! Il a également joué avec Alyssa Milano sur la série télévisée Romantically Challenged. La série est créée par ABC et diffusée à partir du 19 avril 2010, mais la chaîne a officiellement annulé la série le 16 mai 2010.
Bornheimer a également joué dans les épisodes de Better Off Ted, Breaking Bad, The Office et dans Party Down. Plus récemment, Bornheimer est la vedette de la sitcom sur NBC Perfect Couples face à Olivia Munn, David Walton, et Hayes MacArthur et dans la sitcom d'ABC Family Tools avec J. K. Simmons et Leah Remini.
En 2016, Bornheimer apparaît dans la sitcom de CBS, Angel from Hell. L'acteur a également pris part à de nombreux longs-métrages tels que Trop belle !, Encore toi !, et Bachelorette. Il a signé avec Kathy Baker pour apparaître dans la série Love de Judd Apatow produite par Netflix.

## Filmographie

### Cinéma
- 2004 : Spokane : James
- 2004 : Devils are Dreaming : Arden
- 2005 : An Alright Start : Doug
- 2007 : Les Rois du patin : Rink PA Nationals
- 2010 : For Christ's Sake de Jackson Douglas : Tony
- 2010 : Trop belle ! : Dylan Kettner
- 2010 : Encore toi ! : Tim
- 2012 : Bachelorette : Joe
- 2012 : Un grand mariage : Andrew
- 2014 : Veronica Mars : Hedge Fund Guy
- 2015 : The D Train : Randy
- 2015 : The Last Time You Had Fun : Clark
- 2016 : Me Him Her : Steve
- 2016 : L'Exception à la règle : Concerned Orderly
- 2017 : Little Evil : Victor
- 2019 : Marriage Story : Ted
- 2020 : Les Tourtereaux (The Lovebirds) de Michael Showalter
- 2020 : Timmy Failure : des erreurs ont été commises (en) (Timmy Failure: Mistakes Were Made) de Tom McCarthy : Crispin

### Télévision
- 2004 : The O.C. : Norman
- 2005 : How I Met Your Mother : Austin
- 2005 : Monk : Monk Papa-Poule  (saison 3 épisode 16)  : policier en uniforme
- 2005 : Medium : Retour de flamme  (saison 2 épisode 8)  : Waiter
- 2006 : Will et Grace : Waiter
- 2006 : Lovespring International : Derek Gardner
- 2006 : Weeds : La Rencontre  (saison 2 épisode 6)  : Chuck
- 2006 : The Unit : Commando d'élite : Officer Jones
- 2007 : The Office : Ad Company Representative
- 2008 : Girlfriends : Jason
- 2008 : Worst Week : Pour le meilleur… et pour le pire ! : Sam Briggs
- 2008 : Breaking Bad : Ken Wins
- 2008 : Jericho : Chris Calley
- 2009 : Party Down : Mark Defino
- 2010 : Better Off Ted : Pete
- 2010 : Chuck : Hunter Perry
- 2010 : Royal Pains : Spencer Fisher
- 2010 : Romantically Challenged : Perry Gill
- 2010–2011 : Perfect Couples : Dave
- 2012 : Bent : Dan
- 2013 : Arrested Development : Shannon Ryan
- 2013 : Family Tools : Jack Shea[4]
- 2014 : Traque en série : Paul
- 2014–2017 : Brooklyn Nine-Nine : Teddy Wells
- 2014 : Justified : Jack Anderson
- 2015 : Agent Carter : Ray Krzeminski
- 2015–2016 : Comedy Bang! Bang! : Pat Dantrick
- 2015 : Playing House : Dan
- 2016 : Angel from Hell : Brad
- 2016 : Better Call Saul : Ken Wins
- 2016 : The Mindy Project : J.J.
- 2016–2017 : Casual : Jack Briggs (14 épisodes)
- 2016 : Westworld : Clarence
- 2016 : American Housewife : Bruce
- 2017 : Angie Tribeca : Scott
- 2017 : Modern Family : Scotty
- 2017 : Will & Grace : Lenny
- 2018 : Love : Ken
- 2018 : Speechless : Eddie
- 2019 : Dolly Parton's Heartstrings : Ces vieux os (These Old Bones)  (saison 1 épisode 8)  : Landon Rayfield
- 2020 : Avenue 5 : Doug (9 épisodes)
- 2020 : Histoires fantastiques : Dynoman et le Volt  (saison 1 épisode 3)  : Michael Harris
- 2020 : Broke : Barry (4 épisodes)